# Playgirlz (turnê)
Playgirlz (promovida como AFTERSCHOOL 1st Japan Tour -PLAYGIRLZ-) é a primeira turnê japonesa do girl group sul-coreano After School. A turnê promoveu o seu primeiro álbum de estúdio japonês, "Playgirlz", e seu quarto single japonês, "Lady Luck/Dilly Dally".

## Antecedentes
Em 13 de janeiro de 2012, a Pledis Entertainment anunciou que After School, que fez sua estreia no Japão com "Bang!" em agosto de 2011, realizaria sua primeira turnê japonesa "AFTERSCHOOL First Japan Tour 2012 -PLAYGIRLZ-" em abril de 2012. Os ingressos para o concerto foram colocados para venda em 24 de março de 2012. A turnê seria realizada no Zepp Tokyo, Zepp Nagoya e Namba Hatch (Osaka) nos dias 27, 28 e 30 de abril, respectivamente. Devido à grande demanda por ingressos, uma data adicional foi acrescentada, para 17 de junho no Tokyo Dome City Hall.
Em 26 de abril de 2012, um dia antes do início da turnê, um ensaio foi realizado no Akasaka Blitz, em frente de fãs que compraram o álbum de estreia japonês, Playgirlz, e/ou o single duplo A-side "Rambling Girls/Because of You". O grupo executou um setlist curto consistindo de 7 canções ("Rambling Girls", "Just In Time", "Shampoo", "When I Fall", "Diva", "Because of You" & "Dilly Dally").

## Setlist
1. Filme de introdução
2. "Rip Off"
3. "Super Sexy"
4. "Rambling girls"
5. "Shampoo" (versão em japonês)
6. "Just in time"
7. "When I Fall"
8. "Ready To Love" (Kahi, Jungah, Jooyeon, Uee & E-Young)
9. Filme de interlúdio 1
10. "A~ing♡" (Orange Caramel)
11. "Magic Girl" (Orange Caramel)
12. "Shanghai Romance" (versão em japonês) (Orange Caramel)
13. Filme de interlúdio 2
14. "AH" (Kahi, Jungah, Jooyeon, Uee & E-Young)
15. "Miss Futuristic" (Kahi, Jooyeon, Uee & Lizzy)
16. Solo de guitarra de E-Young
17. "BROKEN HEART" (Jungah, Raina, Nana & E-Young)
18. "Lady"
19. "Gimme Love"
20. "Diva" (versão em japonês)
21. "Because of You" (versão em japonês)

Bis
1. "Let's Do It!" (versão em japonês)
2. "Bang!" (versão em japonês)
3. "Dilly Dally"
4. "Lady Luck"
5. "Tell me"

17 de junho de 2012
1. Filme de introdução
2. "Rip Off"
3. "Super Sexy"
4. "Rambling girls"
5. "Shampoo" (versão em japonês)
6. "Just in time"
7. "When I Fall"
8. "Ready to Love" (Kahi, Jungah, Jooyeon, Uee & E-Young)
9. Filme de interlúdio 1
10. "A~ing♡" (Orange Caramel)
11. "Magic Girl" (Orange Caramel)
12. "Shanghai Romance" (versão em japonês) (Orange Caramel)
13. Filme de interlúdio 2
14. "AH" (Kahi, Jungah, Jooyeon, Uee & E-Young)
15. "Dilly Dally"
16. "Lady Luck"
17. "SLOW LOVE"
18. "Diva" (versão em japonês)
19. "Because of You" (versão em japonês)

Bis
1. "Let's Do It!" (versão em japonês)
2. "Bang!" (versão em japonês)
3. "In The Night Sky" (A.S. RED)
4. "Come Back, You Bad Person" (solo de Kahi)
5. "Gift" (solo de Kahi)
6. "Tell me"

## Datas da turnê
| Data                | Cidade | País  | Local                |
| ------------------- | ------ | ----- | -------------------- |
| 27 de abril de 2012 | Tóquio | Japão | Zepp Tokyo           |
| 28 de abril de 2012 | Nagoia | Japão | Zepp Nagoya          |
| 30 de abril de 2012 | Osaka  | Japão | Namba Hatch          |
| 17 de junho de 2012 | Tóquio | Japão | Tokyo Dome City Hall |

## DVD
AFTERSCHOOL First Japan Tour 2012 -PLAYGIRLZ- é o primeiro DVD ao vivo do girl group sul-coreano After School. Foi lançado em 27 de março de 2013 em dois formatos: DVD e Blu-ray. O DVD contém as apresentações do concerto realizado em Osaka no dia 30 de abril de 2012. Filmagens das apresentações do After School Red e solo de Kahi do concerto bis realizado em 17 de junho de 2012 também foram incluídas como bônus especial.

### Lista de faixas
| Live at Namba Hatch Osaka: |                                                                        |         |  |
| N.º                        | Título                                                                 | Duração |  |
| 1.                         | "Rip off"                                                              |         |  |
| 2.                         | "Super Sexy"                                                           |         |  |
| 3.                         | "Rambling girls"                                                       |         |  |
| 4.                         | "Shampoo" (versão em japonês)                                          |         |  |
| 5.                         | "Just in time"                                                         |         |  |
| 6.                         | "When I fall"                                                          |         |  |
| 7.                         | "Ready to love"                                                        |         |  |
| 8.                         | "AING" (Orange Caramel)                                                |         |  |
| 9.                         | "Magic Girl" (魔法少女) (versão em coreano) (Orange Caramel)           |         |  |
| 10.                        | "Shanghai Romance" (上海ロマンス) (versão em japonês) (Orange Caramel) |         |  |
| 11.                        | "Ah"                                                                   |         |  |
| 12.                        | "Miss Futuristic"                                                      |         |  |
| 13.                        | "E-Young Guitar Solo"                                                  |         |  |
| 14.                        | "BROKEN HEART"                                                         |         |  |
| 15.                        | "Lady"                                                                 |         |  |
| 16.                        | "Gimme Love"                                                           |         |  |
| 17.                        | "Diva" (versão em japonês)                                             |         |  |
| 18.                        | "Because of you" (versão em japonês)                                   |         |  |
| 19.                        | "Let's do it" (versão em japonês) (Bis)                                |         |  |
| 20.                        | "Bang!" (versão em japonês) (Bis)                                      |         |  |
| 21.                        | "Dilly Dally" (Bis)                                                    |         |  |
| 22.                        | "Lady Luck" (Bis)                                                      |         |  |
| 23.                        | "Tell me" (Bis)                                                        |         |  |

| Live at Tokyo Dome City Hall: |                                           |         |  |
| N.º                           | Título                                    | Duração |  |
| 1.                            | "In The Night Sky" (AFTERSCHOOL RED)      |         |  |
| 2.                            | "Come Back You Bad Person" (solo de Kahi) |         |  |
| 3.                            | "Present" (solo de Kahi)                  |         |  |
| 4.                            | "Tell me"                                 |         |  |

### Desempenho nas paradas
| Parada                      | Melhor posição |
| --------------------------- | -------------- |
| Oricon Weekly DVD chart     | 29             |
| Oricon Weekly Blu-ray chart | —              |

### Vendas e certificações
| Tabela                | Quantidade |
| --------------------- | ---------- |
| Oricon vendas físicas | 1.680+     |

### Histórico de lançamento
| País  | Data                | Formato            | Gravadora |
| ----- | ------------------- | ------------------ | --------- |
| Japão | 27 de março de 2013 | DVD, Disco blu-ray | Avex Trax |